# 展毛黄芩
展毛黄芩（学名：Scutellaria orthotricha）为唇形科黄芩属下的一个种。

## 扩展阅读
- 維基物種上的相關：展毛黄芩